# Guennadi Gladkov
Pour les articles homonymes, voir Gladkov.
Guennadi Igorevitch Gladkov (en russe : Геннадий Игоревич Гладков), né le 18 février 1935 à Moscou et mort le 16 octobre 2023 dans la même ville, est un compositeur soviétique puis russe.

## Biographie
En 1959, Gladkov est diplômé du département théorique de l'École de musique du Conservatoire de Moscou, où il a étudié la composition sous la direction de Grigori Frid. En 1964, il est diplômé du Conservatoire de Moscou (classe de composition de Vladimir Fere). Au cours de ses études et jusqu'en 1971, il enseigne : à partir de 1963, il est professeur à l'École chorale de Moscou et à partir de 1966, il enseigne l'orchestration à l'Académie russe de musique Gnessine.
Décédé le 16 octobre 2023, le compositeur est inhumé au cimetière Vagankovo.